# خالو قربان هرسینی
خالو قربان هرسینی (زادهٔ ۱۲۵۰ خورشیدی، درهٔ گاماسیاب هرسین درگذشتهٔ ۶ خرداد ۱۳۰۱ بوکان) از رهبران جنبش جنگل بود.

## زندگی
دربارهٔ پیشینهٔ او اطلاع چندانی در دست نیست، اما وی سال‌های زیادی را در جنگ‌های مختلف شرکت نموده و جنگاوری کار آزموده بود. او در قزوین و گیلان به شغل جمع‌آوری کتیرا اشتغال داشت، تا این‌که در ۸ شوال ۱۲۳۶ق / ۲۷ خرداد ۱۲۹۷ ش به خاطر حکایاتی که از سودآور بودن اشتغال در جنبش جنگل شنیده بود جذب جنبش شد و به حاجی احمد پیوست. خالو قربان در ۱۳۳۷ق / بهار ۱۲۹۷ ش با ابراهیم حشمت در لاهیجان به سر می‌برد و مسئولیت گروهی از کردها و لکها را بر عهده داشت. سپس در ۱۳۳۸ ق/ ۱۲۹۸ ش به همراه حاجی احمد به میرزا کوچک خان پیوست.

## فعالیت سیاسی
خالو قربان که قبلاً در نواحی کردستان و کرمانشاهان به نفع عثمانیان و آلمان عمل می‌کرد و با روس‌ها می‌جنگید با بروز ضعف آلمان در جنگ و موفقیت روسیه و انگلستان، به دنبال پناهگاهی می‌گشت که همراه افرادش و اسلحه و مهمات و دو عراده توپ که از روس‌ها گرفته بود به گیلان رفت و در سایهٔ میرزا کوچک خان قرار گرفت. وی به خاطر شجاعتش از زعمای جنبش جنگل به حساب می‌آمد.
به موازات تغییر جهت جنبش گیلان به سبب تمایل عده‌ای از اعضا به روسیه از جمله احسان‌الله خان، خالو قربان نیز رنگ عوض کرد و از میرزا فاصله گرفت. وی با به دست آوردن مقداری مهمات و تقسیم بین چریک‌های تحت فرماندهی خود به صف مخالفان میرزا کوچک خان پیوست.
در شوال ۱۳۳۸ق/ تیر ماه ۱۲۹۹ خالو قربان به سرسخت‌ترین گروه بلشویک‌ها پیوست که با کوچک خان منازعه و کمیسارهای او را از رشت اخراج کرد. در دولت کمونیستی که در آنجا تشکیل شد خالو قربان وزیر جنگ گردید.
خالو قربان با متلاشی شدن انقلاب سرخ و اعلان جمهوری موقت در گیلان مجدداً به میرزا کوچک خان نزدیک شد. در اثر تفرقه‌ای که ایجاد شده بود نهضت جنگل به تدریج محدود و ضعیف گردید. رضاخان میرپنج که پس از کودتای ۱۲۹۹ یکه‌تاز میدان سیاست شده بود تصمیم به قلع و قمع نهضت گرفت.
در ۶ مه ۱۹۲۱/ ۱۶ اردیبهشت ۱۳۰۰ کمیتهٔ انقلاب ایران با عضویت پنج نفر ۱. میرزا کوچک خان، ۲. حیدر عمواوغلی، ۳. احسان‌الله خان، ۴. خالو قربان و ۵. محمدی تشکیل شد. هدف از تشکیل این کمیته جلوگیری از انشعاب بین جنگلیان بود. در ۲۲ سپتامبر ۱۹۲۱/ ۱۹ محرم ۱۳۴۰ ق کوچک خان از خالو قربان می‌خواهد که ۶۰ هزار تومان موجودی در خزانه‌داری رشت را تحویل دهد. خالو قربان نیز در مقام وزیر جنگ جمهوری موقت از کوچک خان خواستار تحویل سلاح و مهماتی شد که او در جنگ پنهان کرده بود. طرفین از انجام درخواست یکدیگر طفره رفته تا آن‌که در ۲۸ سپتامبر کوچک خان از خالو قربان برای شرکت در جلسه‌ای در کسما دعوت نمود.
به میرزا در ۲۹ سپتامبر خبر رسید که حیدرخان عمواوغلی با رفقایش در صدد کودتا و توطئه برای از بین بردن او هستند؛ لذا در جلسه‌ای با حضور معین‌الرعایا، میرزا و اسماعیل جنگلی و عبدالحسین شفایی تصمیم گرفته شد که افراد کمیتهٔ انقلاب دستگیر شوند.
میرزا به بهانهٔ مشورت در امر مهمی کمیتهٔ انقلاب را دعوت به صومعه‌سرا نمود. زمانی که حیدر خان به اتفاق سرخوش و خالو قربان و خالو کریم و میرزا محمدی وارد شده و منتظر ورود میرزا بودند صدای شلیک گلوله بلند شد و عمارت به آتش کشیده شد ولی خالو قربان و خالو کریم توانستند بگریزند و به جنگل رفته و از آنجا به بندر انزلی گریختند.
در این درگیری صد نفر از نیروهای خالو قربان کشته شدند و روز بعد خالو قربان با اعزام نمایندهٔ خود به مقر سرفرماندهی نیروهای دولتی در جادهٔ منجیل ـ رشت آمادگی خود و طرفدارانش را برای همکاری با حکومت مرکزی اعلام می‌کند. رضاخان پس از شنیدن ماجرا در ۱۰ اکتبر از تهران عازم گیلان می‌شود و خالو قربان را مورد تفقد قرار داده و دستور پیشروی نیروهای دولتی به سوی رشت را می‌دهد. خالو قربان با همراهی حاجی محمدجعفر کنگاوری نزد سردار سپه رفته و سلاح کمری خود را باز کرده و تحویل می‌دهد. وزیر جنگ ماوزر خالو را به او رد کرد؛ و درجهٔ سرهنگی به او اعطا می‌کند.
خالو قربان پس از بازگشت به رشت ظاهراً در گفتگو با رفقای خود در همکاری با سردار سپه دچار تردید شد. سرلشکر کوپال که روز پنج‌شنبه ۲۰ مهر در رشت بوده می‌نویسد: … خالو قربان رام بود ولی حاجی محمدجعفر انصاری شبهه می‌کرد. از سخنان حاجی معلوم بود انقلاب در مغزش جا گرفته است. خالو قربان رفت با همراهانش مشورت کند. عصری با رفقای خود و مشیر دیوان انزلی‌چی آمدند. پس از مذاکرهٔ زیاد، خالو گفت من مجبورم قوای خود را جمع کنم و از شهر رشت خارج شوم. بیرون رفتن نیروهای خالو قربان قبل از آن‌که قوای سردار سپه وارد رشت شوند به این معنی بود که تمام شهر به دست جنگلیان بیفتد؛ لذا سرانجام روز ۲۲ مهر ۱۳۰۰ نیروهای قزاق به رشت وارد شده خالو قربان سنگرهای خود را به قزاق‌های تحت فرمان سردار سپه تحویل و خود به انزلی رفت که احسان‌الله خان و همه نیروهای بلشویکی در آن‌جا جمع شده بودند.
جنگلیان در رشت با نیروهای قزاق درگیر شدند اما به زودی عقب‌نشینی کردند. نیروهای تحت فرماندهی رضاخان سردار سپه رشت را متصرف شدند و به این ترتیب رضاخان در ۲۶ مهر طی اطلاعیه‌ای تفویض حکومت گیلان را به ساعدالملک اعلان نمود. نیروهای جناح بلشویکی انقلاب چنان در فشار کنسول روسیه در رشت بودند که تصمیم گرفتند توسط کشتی به شوروی بروند. در این زمان کوچک خان نمایندگانی به نزد سردار سپه فرستاد تا دربارهٔ آینده گیلان و انقلاب جنگل مذاکره کنند. سردار سپه به منشی خود دستور داد پاسخ مراسله را بنویسد به این مضمون که «من شخصاً و به نام دولت ایران تصدیق می‌کنم که تمام عملیات انقلابیون جنگل تا این ساعت به نفع ایران و ملت ایران و حتی حکومت ایران بوده ولی … فعلاً زمام امور به دست من داده شده و من هم ادامهٔ همان نهضت را دنبال می‌کنم لذا در این تاریخ مقدرات خود را به من بسپارید». لیکن سردار سپه تأکید نمود که قوای تحت فرمان خالو قربان زودتر به رشت بروند و دوشادوش نفرات قزاق به پیشروی در جنگل مبادرت نمایند.
سردار سپه اعلامیه‌ای شدیداللحن خطاب به اتباع میرزا کوچک خان و کلیه اشخاصی که به اصطلاح جزو متمردین به حساب می‌آمدند صادر کرد که از آن‌ها خواسته شده بود قبل از حمله تسلیم شوند و در صورت تسلیم شدن امان خواهند یافت. در این زمان خالو قربان در همکاری تردید داشت، اما سردار سپه توسط سرلشکر کوپال او را راضی نمود. در این اثنا میرزا کوچک خان و نیروهایش شکست خورده و میرزا به کوه‌های طالش پناه برده که در اثر سرما و برف جان سپرد. پس از مرگ میرزا کوچک خان، خالو قربان که چند روزی سرگردان بود، مأمور حمل سر بریدهٔ وی به تهران شد. در ۲۰ آذر ۱۳۰۰ (۱۱ دسامبر ۱۹۲۱ میلادی) خالو قربان سر بریدهٔ میرزا کوچک خان را در تهران به رضاخان سردار سپه تقدیم کرد گرچه این کار وی به مذاق سردار سپه خوش نیامد.

## مرگ
خالو قربان در آذر ماه ۱۳۰۰ برای جنگ با اسماعیل آقا سیمیتقو به منطقهٔ جنوب آذربایجان غربی اعزام شد. سپس برحسب دعوت رضاخان به تهران آمده و پذیرایی شد و لقب سالار مظفر گرفت. وی همراه ۳ هزار نفر چریک مسلح و با تجهیزات کامل به طرف صایین‌قلعه (شاهین‌دژ) حرکت نمود.در سال ۱۳۰۱ شمسی، علی‌خان سردار مکری به همراه عشایر دهبکری بوکان و خالو قربان هرسینی، توسط حکومتِ مرکزی مأموریت یافتند که با اسماعیل سیمیتقو مقابله کنند. سرانجام خالو قربان در جنگ با اسماعیل آقا در ۶ خرداد سال ۱۳۰۱ در بوکان کشته شد. خالو قربان در کوهی مشرف به شهر بوکان به نام ناله شکینه توسط سواران اسماعیل آقا شکاک کشته شد.